# Gapowo (Peplin)
Gapowo (kaszb. Gapowo) – część wsi Peplin w Polsce, położona w województwie pomorskim, w powiecie chojnickim, w gminie Brusy, w pobliżu jeziora Kruszyńskiego.
Gapowo jest częścią składową sołectwa Przymuszewo.
W latach 1975–1998 Gapowo administracyjnie należało do województwa bydgoskiego.